# Núi Gongga

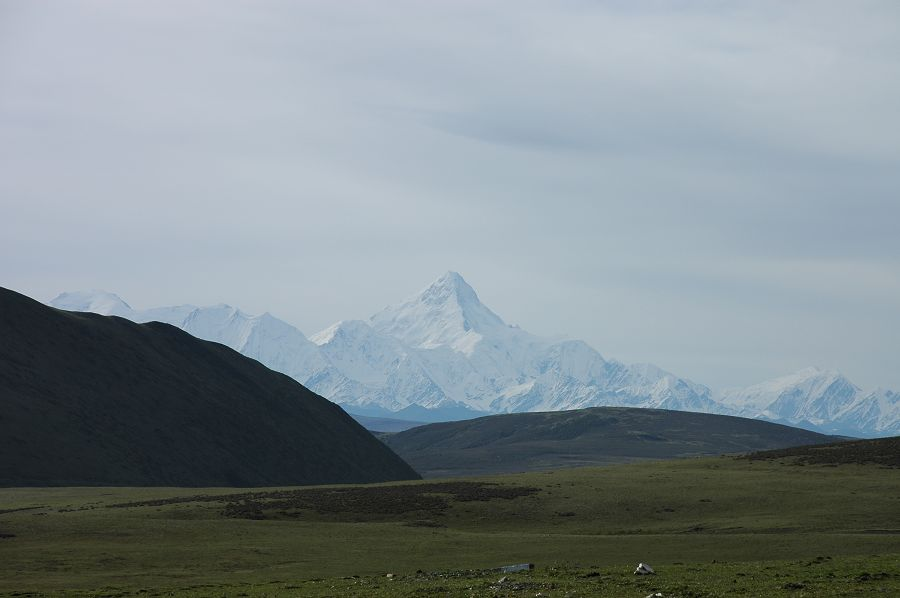
Gongga nhìn từ phía tây.

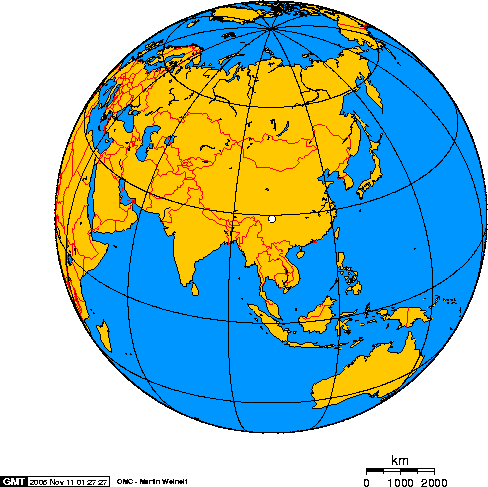
Phép chiếu Orthographic tập trung vào núi Gongga

Núi Gongga (giản thể: 贡嘎山; phồn thể: 貢嘎山; bính âm: Gònggá Shān), còn được gọi là Minya Konka (bính âm tiếng Tạng Kham: Mi'nyâg Gong'ga Riwo), là ngọn núi cao nhất ở tỉnh Tứ Xuyên, Trung Quốc. Nó cũng được biết đến với người dân địa phương như là "Vua của dãy núi Tứ Xuyên".
Nằm trong Dãy Đại Tuyết Sơn, giữa sông Đại Độ và sông Nhã Lung, một phần của Dãy núi Hoành Đoạn, núi Gongga với đỉnh cao 7.000 mét (23.000 ft) nằm ở cực đông thế giới và là đỉnh cao thứ ba bên ngoài Himalaya / Karakoram, sau Tirich Mir và Kongur Tagh.
Đỉnh có địa hình thẳng đứng rộng trên các hẻm núi sâu gần đó.

## Lịch sử leo núi
Vào năm 1930 ( cho là năm 1929) nhà thám hiểm Joseph Rock, cố gắng đo chiều cao của nó, đo sai chiều cao của nó là 30.250 ft (9.220 m) và điện cho National Geographic Society công bố Minya Konka là đỉnh núi cao nhất trên thế giới. Đo lường này đã được xem xét với sự nghi ngờ ngay từ đầu, và quyết định của Hội để kiểm tra tính toán của Rock trước khi xuất bản là có cơ sở. Sau khi thảo luận với Hiệp hội, Rock đã giảm độ cao xuống 7.803 m (25.600 ft) trong ấn bản chính thức của mình. Năm 1930, nhà địa lý Thụy Sĩ Eduard Imhof đã đo được 7.590 m (24.900 ft).
Một đoàn leo núi Mỹ thứ hai được trang bị tốt hơn trở lại vào năm 1932, đã làm một cuộc khảo sát chính xác về đỉnh cao và các vùng lân cận của nó. Về độ cao đỉnh điểm họ đã đồng ý với con số của Imhof là 7.590 m. Hai thành viên (Terris Moore, và Richard Burdsall) của đoàn thám hiểm nhỏ này (chỉ có bốn thành viên leo núi, bao gồm Arthur B. Emmons và Jack T. Young) đã leo tới đỉnh. Họ bắt đầu ở phía tây của ngọn núi và leo lên vùng sườn Tây Bắc.
Đây là một thành tựu đáng chú ý vào thời điểm đó, xem xét chiều cao của núi, khoảng cách xa, và kích thước nhỏ của nhóm. Thêm vào đó, đỉnh cao này là đỉnh cao nhất của người Mỹ đến năm 1958 (mặc dù người Mỹ vào thời gian đó leo lên các điểm không phải là đỉnh cao hơn). Cuốn sách do các thành viên đoàn thám hiểm viết, "Những người đàn ông chống lại các đám mây"  vẫn là một cuốn sách cổ điển leo núi.
Chỉ số Himalayan  liệt kê thêm 5 cuộc leo núi lên Gongga, và bảy nỗ lực không thành công. Một số người chết đã chết khi lên đó, nơi nổi tiếng là một ngọn núi khó khăn và nguy hiểm. Năm 1981, tám nhà leo núi người Nhật đã chết vì ngã trong một nỗ lực không thành công . Cho đến năm 1999, số người cố gắng leo lên ngọn núi chết hơn so với số người đạt đến đỉnh cao.
SummitPost tường thuật rằng, cho đến năm 2003, ngọn núi được chinh phục chỉ có tám lần. Tổng số 22 nhà leo núi đã lên đến đỉnh điểm, trong khi đó 16 nhà leo núi qua đời.